# كريستوف شتاينر
كريستوف شتاينر (بالفرنسية: Christophe Steiner)‏ هو سياسي موناكي، ولد في 29 ديسمبر 1958 في موناكو. انتخب Member of the National Council of Monaco ‏ وقد انضم خلال فترته النيابية ‏ للكتلة البرلمانية Rally & Issues ‏ وانتخب Member of the National Council of Monaco ‏ وقد انضم خلال فترته النيابية ‏ للكتلة البرلمانية Horizon Monaco ‏ وانتخب رئيس مجلس موناكو الوطني (2016 – 2018).